# Zdenčec
Zdenčec falu Horvátországban Belovár-Bilogora megyében. Közigazgatásilag Csázmához tartozik.

## Fekvése
Belovártól légvonalban 16, közúton 21 km-re délnyugatra, községközpontjától 11 km-re északkeletre, a Csázmát Belovárral összekötő 43-as számú főúttól északra fekszik. Házai a kelet-nyugati irányú főutca mentén sorakoznak. Határának legnagyobb részét termőföldek, északon pedig az 1500 hektáros Sišćani halastórendszer teszi ki.

## Története
A mai falu a török kiűzése után a 17. században betelepített falvak közé tartozik. 1774-ben az első katonai felmérés térképén „Dorf Szdenchecz” néven szerepel. A Horvát határőrvidék részeként a Kőrösi ezredhez tartozott. Lipszky János 1808-ban Budán kiadott repertóriumában „Zdenchecz” a neve.  
Nagy Lajos 1829-ben kiadott művében „Zdenchecz” néven 22 házzal, 123 katolikus vallású lakossal találjuk. A település 1809 és 1813 között francia uralom alatt állt.
A katonai közigazgatás megszüntetése után Magyar Királyságon belül Horvátország része, Belovár-Kőrös vármegye Csázmai járásának része lett. A településnek 1857-ben 153, 1910-ben 253 lakosa volt. 1918-ban az új szerb-horvát-szlovén állam, majd később Jugoszlávia része lett. 1941 és 1945 között a németbarát Független Horvát Államhoz, majd a háború után a szocialista Jugoszláviához tartozott. 1991-től a független Horvátország része. 1991-ben teljes lakossága horvát volt. A délszláv háború idején mindvégig horvát kézen maradt. 2011-ben 103 lakosa volt, akik főként mezőgazdaságból éltek.

## Lakossága
| Lakosság változása | Lakosság változása | Lakosság változása | Lakosság változása | Lakosság változása | Lakosság változása | Lakosság változása | Lakosság változása | Lakosság változása | Lakosság változása | Lakosság változása | Lakosság változása | Lakosság változása | Lakosság változása | Lakosság változása | Lakosság változása |
| ------------------ | ------------------ | ------------------ | ------------------ | ------------------ | ------------------ | ------------------ | ------------------ | ------------------ | ------------------ | ------------------ | ------------------ | ------------------ | ------------------ | ------------------ | ------------------ |
| 1857               | 1869               | 1880               | 1890               | 1900               | 1910               | 1921               | 1931               | 1948               | 1953               | 1961               | 1971               | 1981               | 1991               | 2001               | 2011               |
| 153                | 0                  | 263                | 80                 | 266                | 253                | 251                | 240                | 248                | 253                | 243                | 180                | 151                | 144                | 130                | 103                |

(1869-ben lakosságát Sišćanihoz számították.)

## Nevezetességei
Az északi határában fekvő Sišćani-halastavak a közeli Blatnicai-tóval együtt ma 120 különböző madárfaj élőhelye.